# Saint-Bonnet-le-Chastel
Saint-Bonnet-le-Chastel là một xã ở tỉnh Puy-de-Dôme trong vùng Auvergne-Rhône-Alpes miền trung nước Pháp.